# باشگاه فوتبال دیفردانژ ۰۳
باشگاه فوتبال دیفردانژ ۰۳ (انگلیسی: FC Differdange 03) یک باشگاه فوتبال مستقر در دیفردانژ، لوکزامبورگ است.

## تاریخچه
این باشگاه در سال ۲۰۰۳ از ادغام دو باشگاه فوتبال دیفردانژ ردبویز و ای. اس دیفردانژ تشکیل شد.